# Comic Earth Star
Comic Earth Star (コミック アース・スター Komikku Āsu Sutā?) fue una revista mensual de manga shōnen japonesa publicada el día 12 de cada mes por Earth Star Entertainment desde el 12 de marzo de 2011. La revista anunció en su edición de noviembre de 2014 que la versión impresa dejaría de publicarse y, en cambio, sería reemplazada por una nueva versión totalmente digital después del lanzamiento de la edición de diciembre de 2014 publicada el 12 de noviembre.

## Títulos serializados
- Alice Royale
- Ataraxia - Sengoku Tenseiki
- Chōnin A wa Akuyaku Reijō wo Doushite mo Sukuitai (en curso)
- Chotto Matta!! Jisatsu Café
- D.C. III
- Dōnano Kawamoto-san!
- Dracu-Riot! Honey!
- Enka to Hanamichi
- Heart Under the Blade
- Kai Pilgrim
- Kemonogumi
- Koetama
- Koigoe
- Magical Chef Shōjo Shizuru
- Mahō Shōjo Nante Mō Ii Desu Kara (en curso)
- Majokko Minami-kun no Jijō
- Mangirl!
- Material Brave
- Morenja V
- Nadeshikoka.
- Negai wo Kanaete Moraō to Akuma wo Shōkan Shitakedo, Kawaii katta no de Kekkon Shimashita ~ Akuma No Niidzuma ~ (en curso)
- Neun Edda
- Nijiiro Septetta
- Nobunagun
- Nya Nya Nya Nya!
- Photo Kano
- Pupa
- Record
- Reincarnated as a Dragon's Egg: Dragon Road of Ibara (en curso)
- Sekai de Ichiban Tsuyoku Naritai!
- Shin Megami Tensei: Devil Survivor 2
- Sokushi Cheat ga Saikyō sugite, Isekai no Yatsura ga Marude Aite ni Naranain desu ga. ΑΩ (en curso)
- Super Sonico Soni Koma
- Takamiya Nasuno Desu! (cancelado)
- Teekyū (en curso)
- Tokyo Jitensha Shōjo.
- Trace (Amematsu)
- Usakame (en curso)
- Watashi, Nōryoku wa Heikinchi de tte Itta yo ne! (en curso)
- Water Cube
- Yama no Susume (en curso)
- Yasei no Last Boss ga Arawareta! (en curso)
- Zansatsu Hantō Akamemura
- Zenryoku Idol!